# Surcouf (opéra-comique)
Surcouf est un opéra-comique français en trois actes et un prologue, musique de Robert Planquette, livret d'Henri Chivot et d'Alfred Duru, créé le 6 octobre 1887 au théâtre des Folies-Dramatiques.